# David Valdez (fotograf)

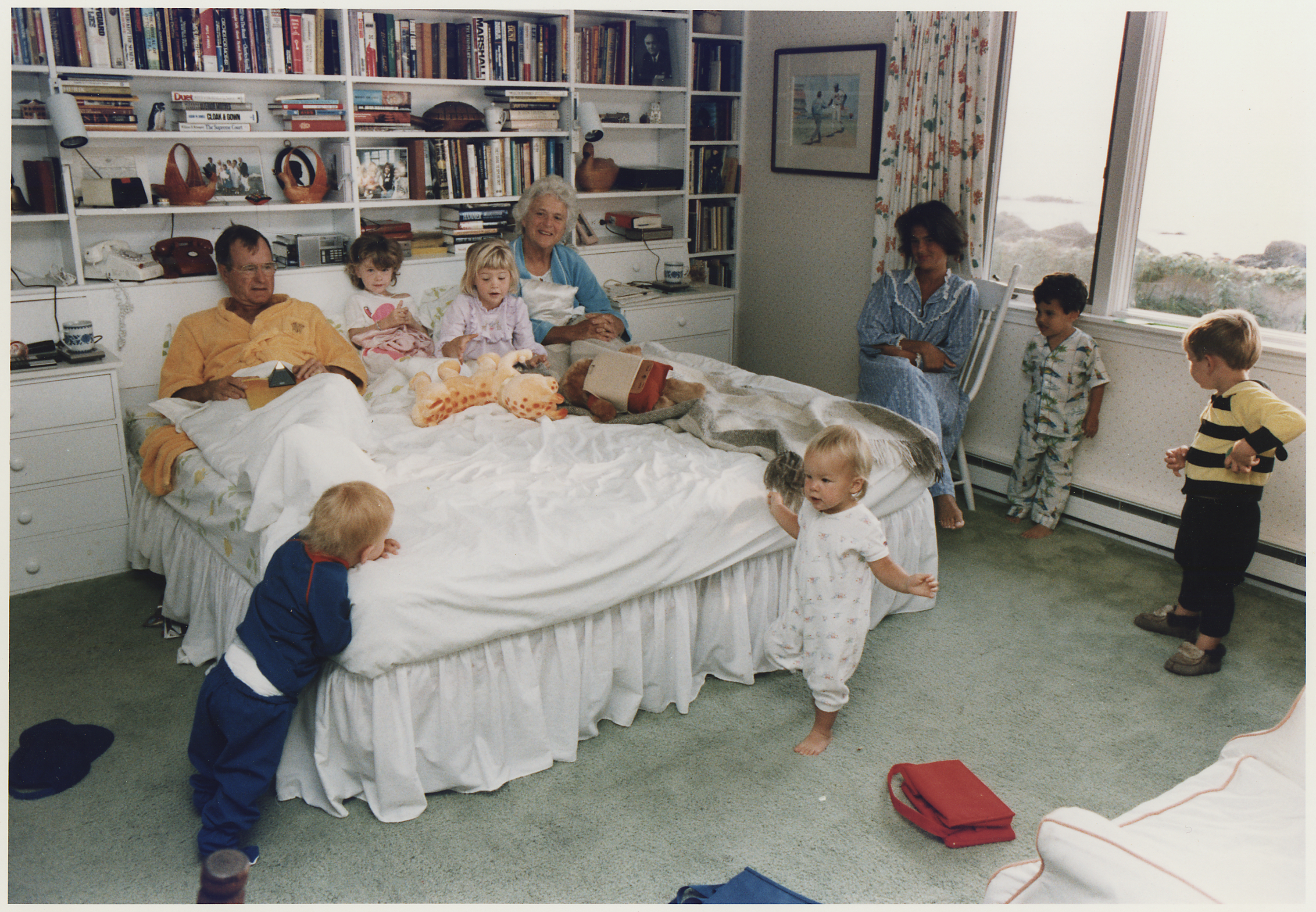
Valdezova nejznámější fotografie: prezident George H. W. Bush a jeho manželka Barbara obklopeni vnoučaty a snachou Margaretou Molster Bushovou, 1987

Viceprezident Bush a paní Bushová během letu v Air Force II během prezidentské kampaně, 25. října 1984

David Valdez (* 1. června 1949) je americký fotograf a bývalý hlavní oficiální fotograf Bílého domu a prezidenta George H. W. Bushe v období 1989 - 1993.

## Mládí
Valdez se narodil 1. června 1949 jako syn Israele Valdeze seniora (který dříve sloužil u amerického armádního leteckého sboru) a matky Alicie Saldañi Valdezové ve městě Alice v Texasu. Jeho rodina emigrovala z Mexika, když ranč King Ranch začal stěhovat dobytek dál na sever od hranic.
Po absolvování střední školy v roce 1967, Valdez nastoupil do letectva Spojených států amerických, kde vykonával práci terénního fotografa. Byl umístěn na MacDillově letecké základně v Tampě na Floridě. Pracoval pro noviny a často fotografoval generály během vietnamské války na velitelství Strike Command. Měl také na starosti vedení dalších vojáků, díky čemuž měl ve svém životopisu napsáno 'supervizor' a doufal, že mu to v dlouhodobém horizontu pomůže.
Valdez opustil službu v roce 1971 a pokračoval ve studiu Marylandské univerzity, kde se věnoval žurnalistice a rozhlasové a televizní produkci.

## Kariéra
Po ukončení studia na Marylandské univerzitě pracoval jako fotograf pro ministerstvo zemědělství a ministerstvo rozvoje Spojených států amerických a ještě jako hlavní fotograf pro interní časopis Obchodní komory USA Nation's Business. Brzy poté, co vzal práci v Nation’s Business, spatřil Valdez vhodnou příležitost v kanceláři viceprezidenta. Poslal zdrženlivý dopis tajemníkovi viceprezidenta Bushe. Pak byl pozván na pracovní pohovor s náčelníkem štábu Danielem Murphym a následně pak jednal s Bushem. Bush vyprávěl Valdezovi o vztahu mezi viceprezidentem a fotografem a vzájemné důvěře mezi nimi. Když se pak Valdez zeptal na plat, Bush jeho výši nevěděl, a tak zavolal Murphyho, který pracoval v nedaleké místnosti. Murphy zareagoval: "Cože? On se vás ptá na plat?!" Valdez byl nakonec jako Bushův osobní fotograf přijat.
Valdezova nejslavnější fotografie Bushe vznikla v létě 1987. Magazín Life požádal Valdeze, aby vyfotografoval přirozený obraz viceprezidenta na dovolené. Bush byl zpočátku proti té myšlence, ale když se dozvěděl, že bude fotografovat Valdez, znovu se nechal přemluvit. Doposud si byl Valdez s Bushovou rodinou mimořádně blízký a Barbara Bushová jej pozvala na jejich sídlo Walker's Point v Kennebunkportu v Maine. Fotografie pořízená v šest hodin ráno ukazuje Buschovi v posteli obklopené šesti vnoučaty spolu s Marvinovou manželkou Margaretou. Byl to velmi dobrý tah, z fotografie se okamžitě stal hit. Časopis Life publikoval fotografii na svých stránkách a později ji přetiskoval do speciálních edic časopisu. Intimní rodinná scéna se stala Valdezovou nejpublikovanější fotografií jeho kariéry. O nějaký čas později v rozhovoru pro NBC News uvedl, že cítil jak to rezonovalo s širokou veřejností v souladu s tím co Bush říkal, že nejdůležitější věci v životě jsou rodina, víra a přátelé.
V roce 1989 po Bushově inauguraci na prezidenta, byl Valdez jmenován prezidentovým fotografem a hlavním oficiálním fotografem Bílého domu. Valdez později komentoval, že v rámci Reaganovy administrativy vydávala Fotografická kancelář Bílého domu dvě nebo tři fotografie denně ve srovnání s administrativou George H. W. Bushe, která odstranila kontrolní charakter předchozího režimu, což umožnilo fotografům ze zpravodajských organizací pořizovat vlastní fotografie z akcí Bílého domu spolu s oficiálními fotografy Bílého domu. Valdez během své práce pro Bílý dům údajně pořídil 65.000 ruliček filmu.
Od roku 1993 do roku 2001 vedl Valdez oddělení fotografie pro společnost Walta Disneyho na Floridě, což mimo jiné znamenalo přechod z filmové techniky na digitální. Také sestavil fotografickou knihu George Herbert Walker Bush: A Photographic Profile, která vyšla v roce 1997. V roce 2002 byl viceprezidentem pro rozvoj obchodu v Blue Pixel Digital Experts. Později se vrátil do Washingtonu ve dvou rolích: první, jako zvláštní asistent zástupce tajemníka pro veřejné záležitosti během prezidentství George W. Bushe a za druhé znovu pracoval pro ministerstvo pro bydlení a rozvoj.
Valdez oficiálně odešel do důchodu v roce 2010, ale na volné noze stále pracoval pro Muzeum a knihovnu LBJ, National Park Service a LBJ Ranch, kromě toho přednášel a poskytoval odborné poradenství. V roce 2014 jej oslovila Bushova rodina, aby fotografoval George P. Bushe při jeho úspěšné kampani pro funkci komisaře Texas Land Commissioner. Po fotografování tří generací Bushovy rodiny řekl Valdez Georgetownu, že to bylo "velmi elegantní".
Valdezova práce je archivována v prezidentské knihovně George Bushe George Bush Presidential Library v College Station v Texasu a v americkém státním archivu na College Park v Marylandu, a jeho osobní sbírka je uchovávána v centru Briscoe v Austinu v Texasu.
Stovky jeho snímků spadají do kategorie public domain a jsou k dispozici na úložišti obrázků Wikimedia Commons.

## Osobní život
Valdez je ženatý se Sarah Jane a nemají spolu žádné děti. Bydlí v Georgetownu v Texasu.

## Galerie

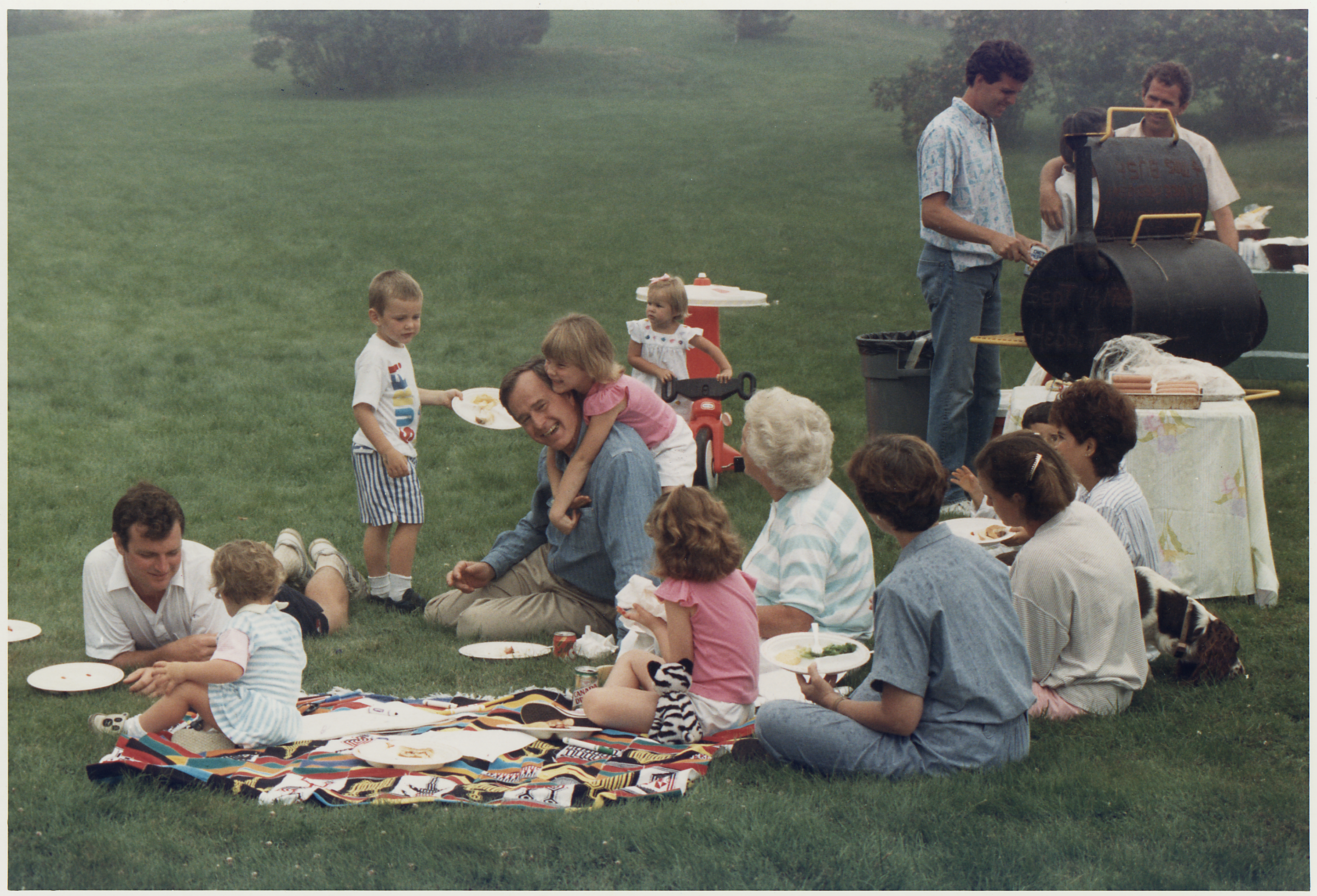
Viceprezident Bush se svou rodinou během pikniku na trávníku doma v Kennebunkportu, 6. srpna 1988
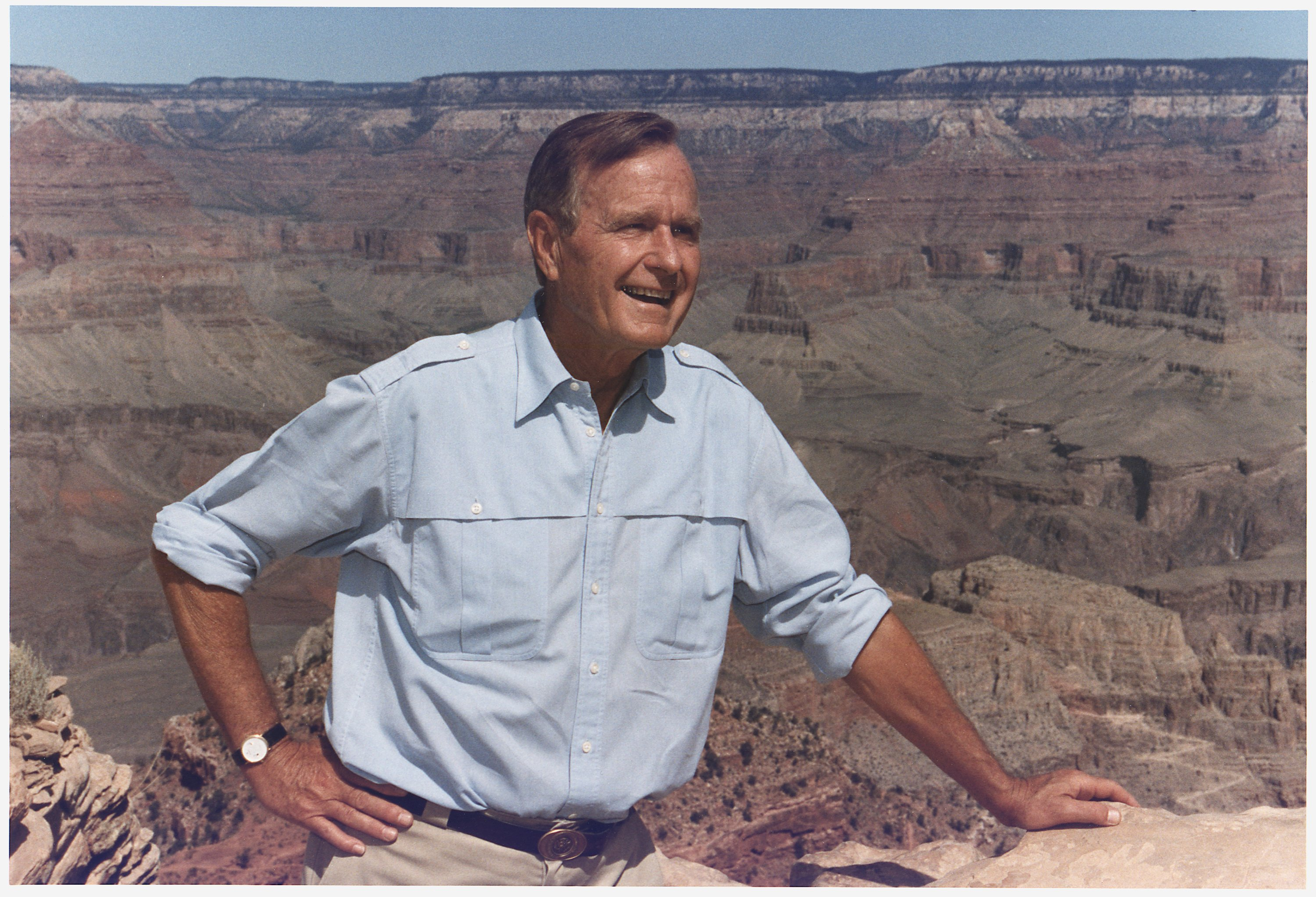
Prezident Bush na výletě po jižní stezce Kaibab, Grand Canyon, Arizona, 18. září 1991.
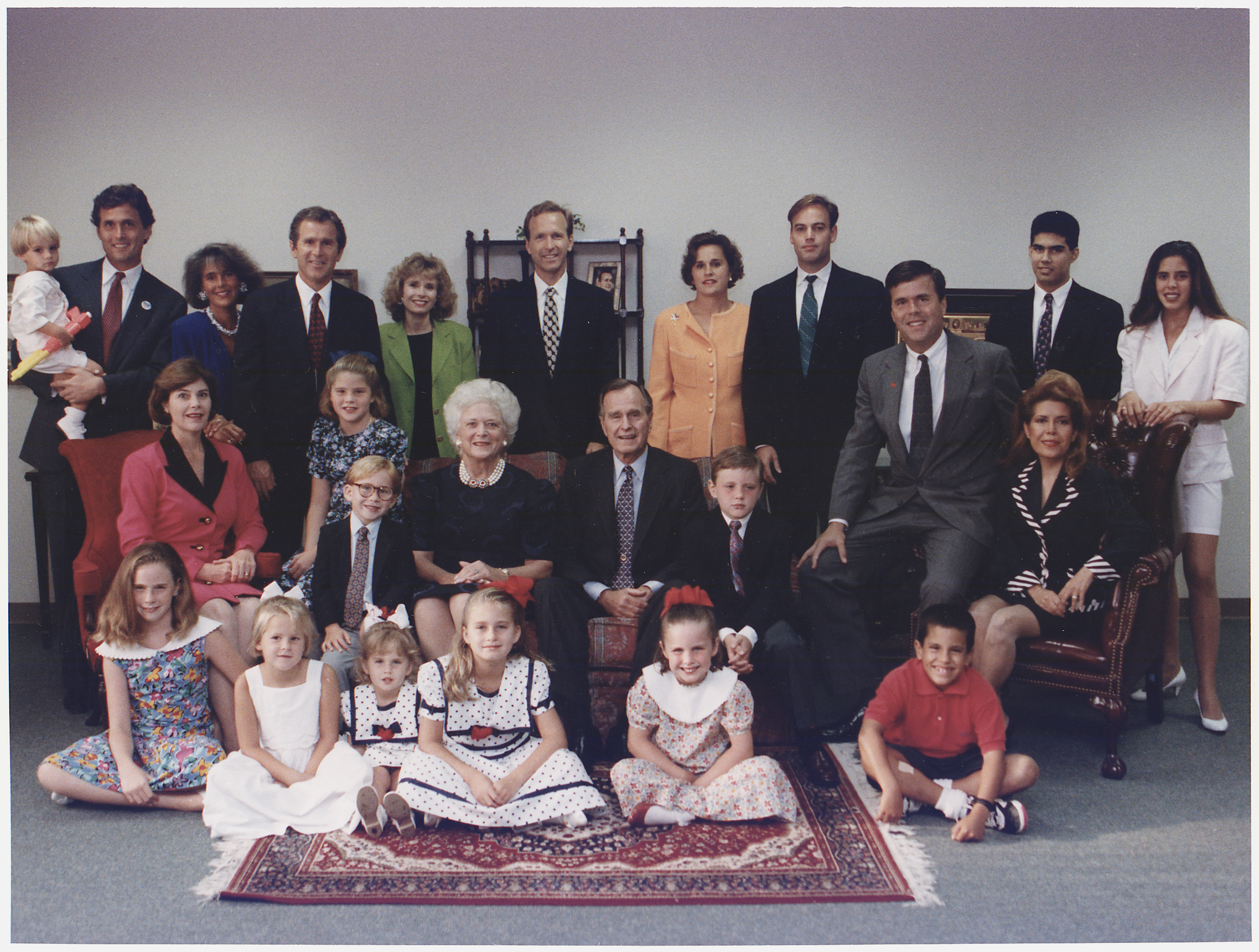
Prezident a paní Bushová se svými dětmi, jejich manželkami a vnoučaty rodinný portrét v Houstonu, Texas, 19. srpna 1992
Prezident a paní Bushová pózují se svými vnoučaty na skalách u Walker's Point v Kennebunkportu, Maine, 18. srpna 1989
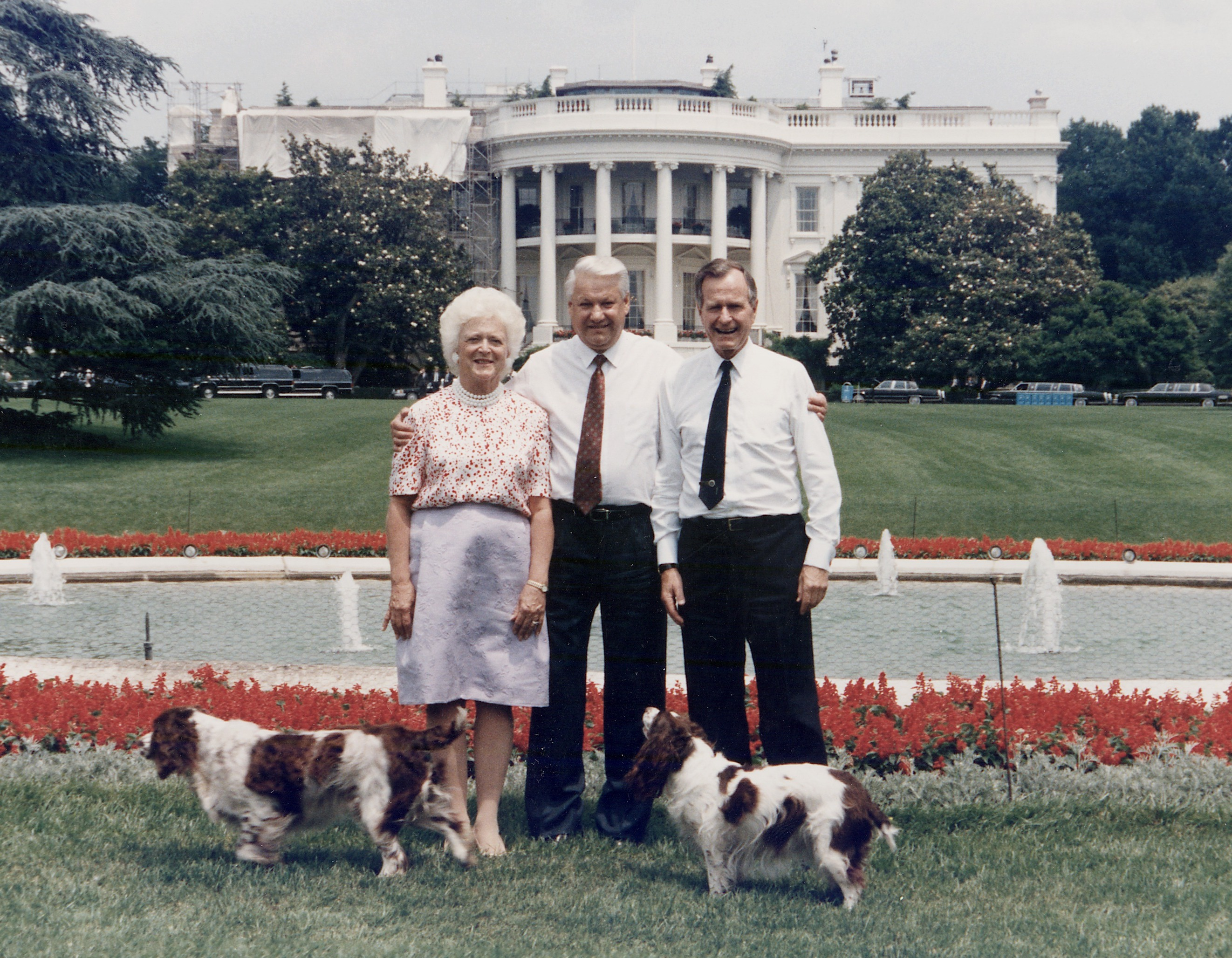
Prezident a paní Bushová ukazují ruskému prezidentovi jižní zahrady Bílého domu a zastavili se u kašny, aby pořídili fotografii, 16. června 1992
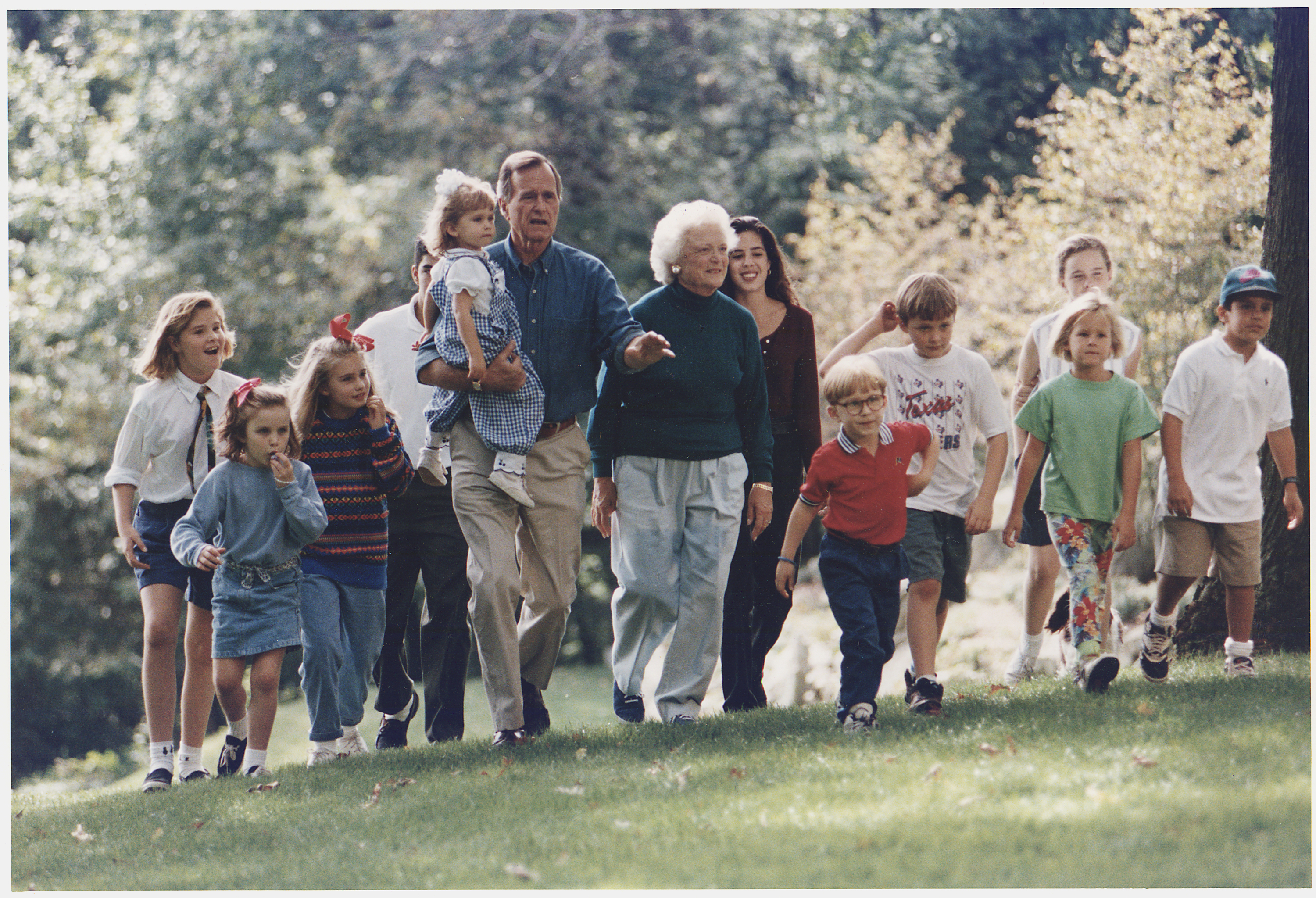
Prezident a paní Bushová na procházce s vnoučaty v prezidentském letním sídle Camp David, 19. září 1992
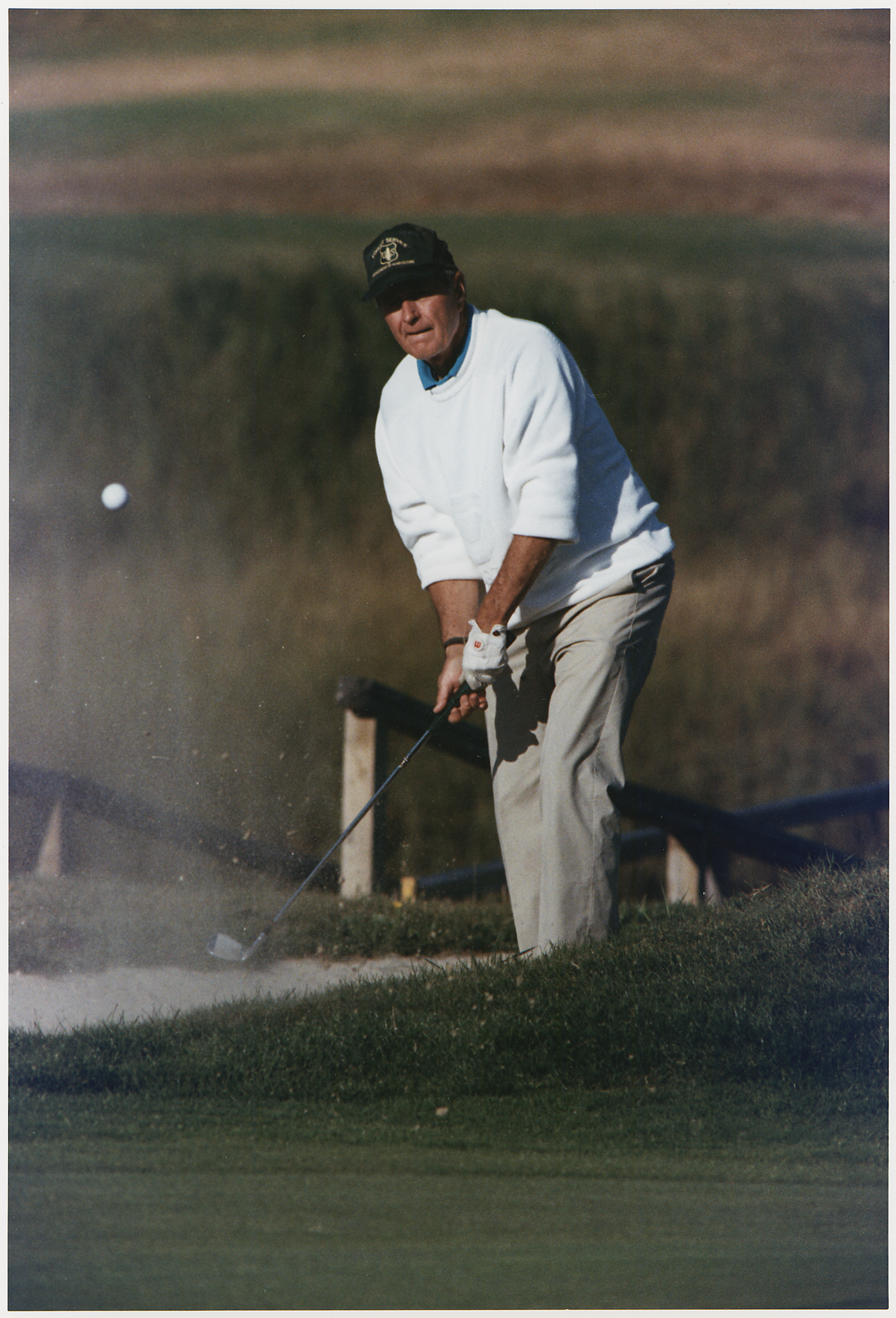
Prezident Bush při golfu, Cape Arundel Golf Course, Kennebunkport, Maine, 3. září 1989
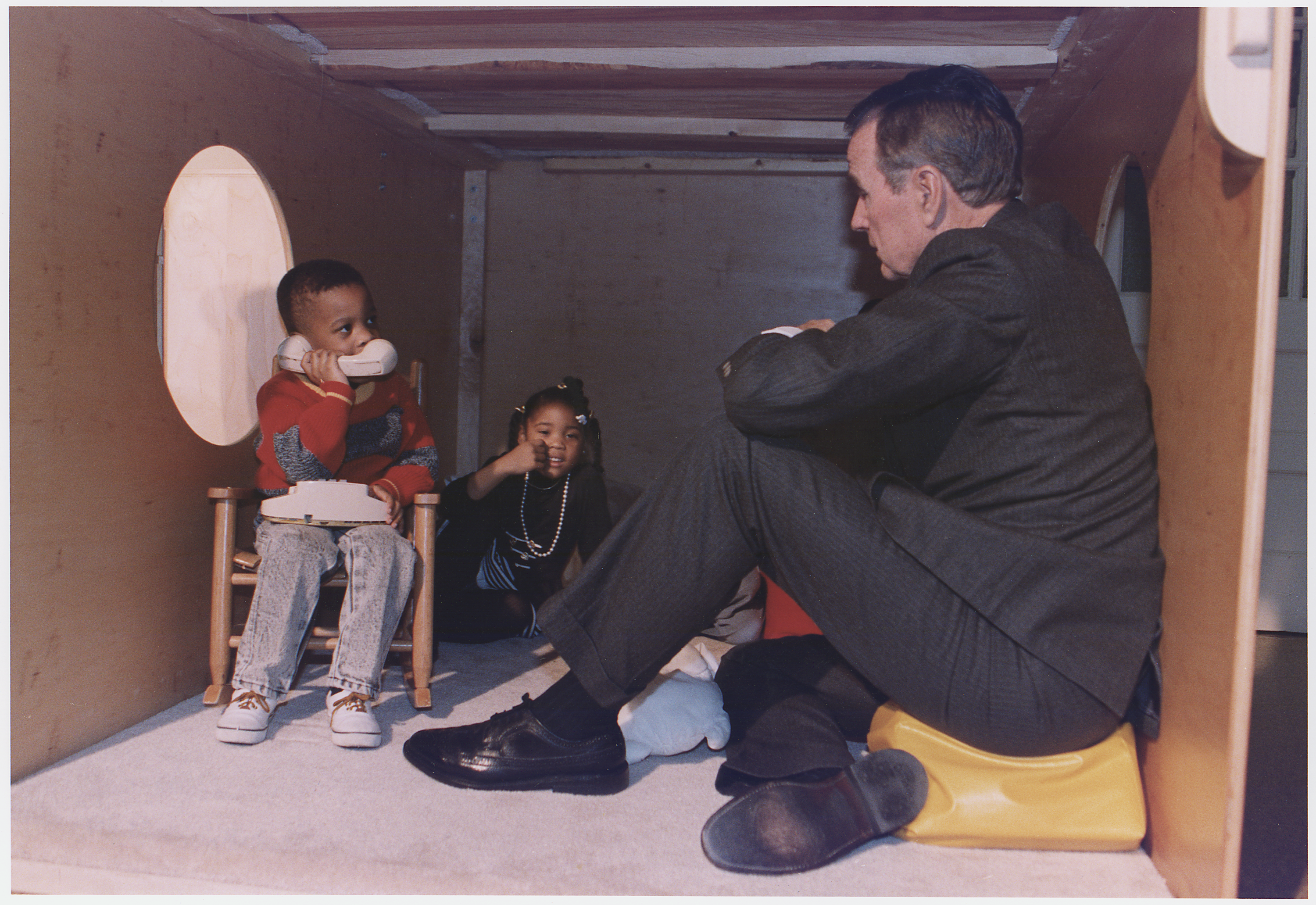
Prezident George H. W. Bush si hraje s dětmi v Emily Harris Head Start Center v Catonsville, Maryland kde oznámil začátek Head Start Initiative, 21. ledna 1992
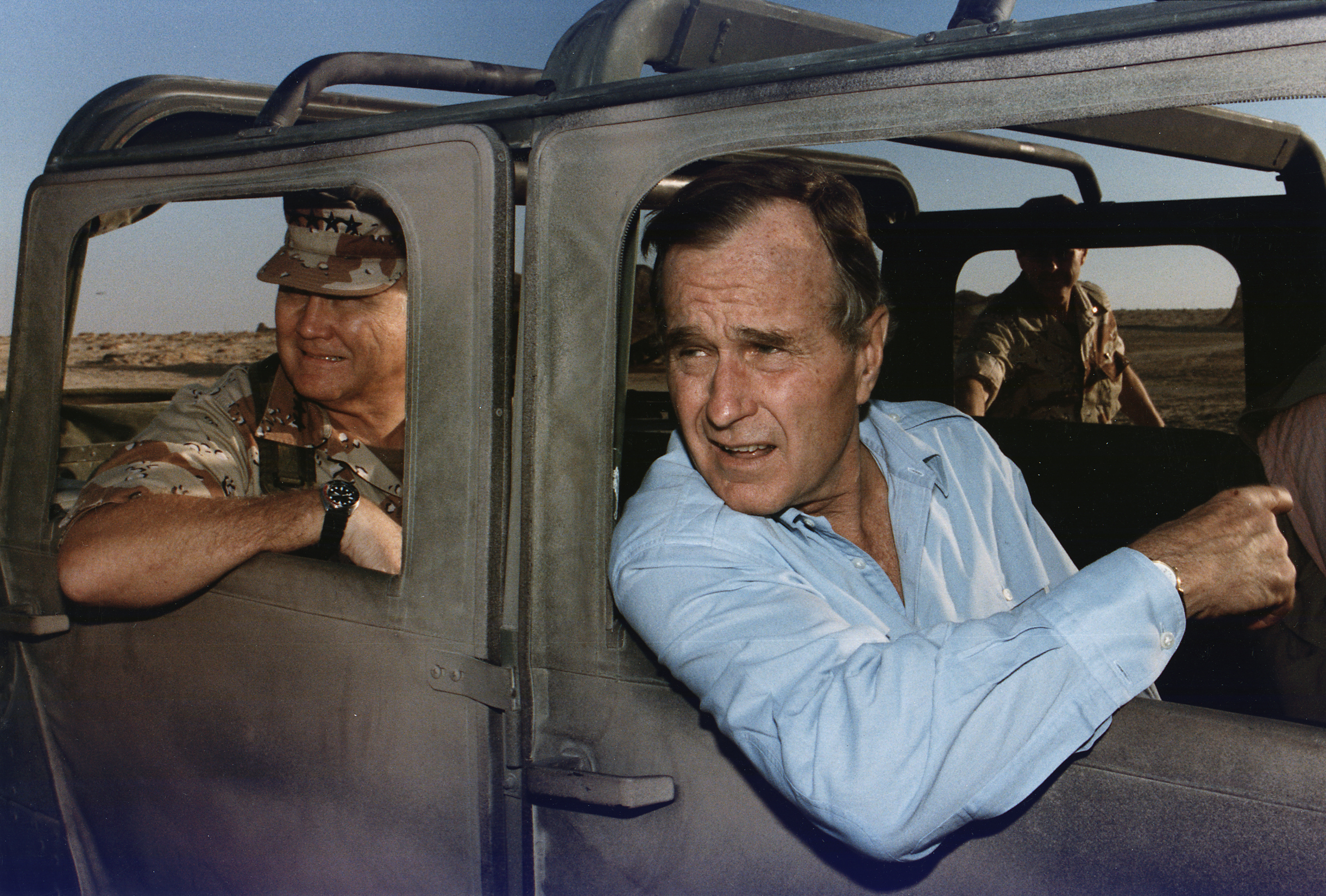
Prezident Bush při jízdě v HUMVEE s generálem H. Normanem Schwarzkopfem během své návštěvy vojáků v Saúdské Arábii na Den díkůvzdání, 22. listopadu 1990
Prezident Bush, viceprezident Quayle a zástupci Rady pro mladé astronauty se účastní rozhovoru s astronauty během mise na raketoplánu Discovery prostřednictvím videohovoru, 24. ledna 1992